# Mohamed Arkab
Mohamed Arkab (en arabe : محمد عرقاب), né le 19 février 1966 à Hussein Dey est un haut fonctionnaire algérien. Il est ministre de l'Énergie de 2019 à 2020, ministre des Mines de 2020 à 2021, ministre de l'Énergie et des Mines jusqu'au 18 novembre 2024 puis ministre de l'Énergie, des Mines et des Énergies renouvelables à partir de cette date.

## Biographie
Ingénieur de formation, Mohamed Arkab effectue toute sa carrière au sein de la Sonelgaz depuis 1990.
Il a notamment été responsable de la Compagnie de l’Engineering de l’Electricité et du Gaz  CEEG-Spa, Mohamed Arkab avant d'être président de Sonelgaz du 30 août  2017 à sa prise de fonction en tant que ministre en 2019.
En mai 2019, Mohamed Arkab, en fonction depuis avril, annonce qu'il s'oppose au rachat des actifs de la société américaine Anadarko en Algérie par la société française Total.

### Vie privée
Mohamed Arkab est marié et père de 3 enfants.

## Fonctions
- Depuis le 18 novembre 2024 : ministre de l'Énergie, des Mines et des Énergies renouvelables[5]
- 2021-2024 : ministre de l'Énergie et des Mines
- 2020-2021 : ministre des Mines
- 2019-2020  : ministre de l’Énergie
- 2017-2019 : PDG de la Sonelgaz
- 2010-2017 : PDG de la CEEG, filiale de la Sonelgaz
- 2006-2010 : PDG d'Etterkib, filiale de la Sonelgaz